# Marguerite Duras
Pour les articles homonymes, voir Duras.
Marguerite Duras (/dy.ʁas/) — nom de plume de Marguerite Donnadieu — est une écrivaine, dramaturge, scénariste et réalisatrice française, née le 4 avril 1914 à Gia Định près de Saïgon, alors en Indochine française, et morte le 3 mars 1996 à Paris.
Par la diversité et la modernité de son œuvre, qui renouvelle le genre romanesque et bouscule les conventions théâtrales et cinématographiques, elle est une figure majeure de la littérature de la seconde moitié du XXe siècle.
Elle est révélée par un roman d'inspiration autobiographique, Un barrage contre le Pacifique. Associée, dans un premier temps, au mouvement du Nouveau Roman, elle publie ensuite régulièrement des romans qui font connaître sa voix particulière avec la déstructuration des phrases, des personnages, de l'action et du temps, et ses thèmes comme l'attente, l'amour, la sensualité féminine ou l'alcool : Moderato cantabile (1958), Le Ravissement de Lol V. Stein (1964), Le Vice-Consul (1966), La Maladie de la mort (1982), Yann Andréa Steiner (1992), dédié à son dernier compagnon Yann Andréa — qui, après sa mort, deviendra son exécuteur littéraire — ou encore Écrire (1993).
Elle rencontre un immense succès public avec L'Amant, prix Goncourt en 1984, autofiction sur les expériences sexuelles et amoureuses de son adolescence dans l'Indochine des années 1930, qu'elle réécrira en 1991 sous le titre de L'Amant de la Chine du Nord.
Elle écrit aussi pour le théâtre, souvent des adaptations de ses romans comme Le Square paru en 1955 et représenté en 1957, ainsi que de nouvelles pièces, telle Savannah Bay en 1982, et pour le cinéma : elle écrit en 1959 le scénario et les dialogues du film Hiroshima mon amour d'Alain Resnais, qui lui vaut d'être nommée pour l'Oscar du meilleur scénario original à la 33e cérémonie des Oscars et dont elle publie la transcription en 1960. Elle réalise elle-même des films originaux comme India Song, en 1975, avec Delphine Seyrig, Le Camion, en 1977, avec Gérard Depardieu, ou encore Les Enfants, en 1985, avec Daniel Gélin.

## Biographie

### Enfant des colonies
Ses parents se portent volontaires pour travailler dans la colonie de Cochinchine. Son père, Henri Donnadieu (certains lui donnent comme prénom « Émile »), est directeur de l’école de Gia Định, banlieue nord de la Saïgon d'alors, aujourd'hui quartier du district de Binh Thanh de Hô Chi Minh-Ville. Sa mère, Marie Donnadieu-Legrand (1877-1956), est institutrice. Ils ont trois enfants, Pierre, Paul et Marguerite. Ignorant les préjugés raciaux et bravant les interdits sociaux, les enfants jouent et se lient avec leurs semblables « indigènes » et, contrairement à leurs parents, parlent vietnamien.
Gravement malade, son père part en métropole pour y être hospitalisé. Il y meurt le 4 décembre 1921, à l'âge de quarante-neuf ans. Il est inhumé dans le petit cimetière de Lévignac-de-Guyenne, près de Duras, en Lot-et-Garonne.
Son épouse bénéficie d’un congé administratif et retourne en métropole avec ses trois enfants. Ils habitent pendant deux ans dans la maison familiale du Platier, dans la commune de Pardaillan, près de Duras. En juin 1924, Marie Donnadieu repart avec ses enfants rejoindre sa nouvelle affectation à Phnom Penh, au Cambodge. Elle ne veut pas y rester et elle est envoyée à Vĩnh Long. C'est là que la petite Marguerite, enthousiaste, apprend le piano. Son professeur, une collègue de sa mère, bâcle les leçons et la déclare inapte. L'écrivaine s'en souviendra dans Moderato cantabile. Sa mère est ensuite affectée à Sa Đéc.
En 1926, Marie perçoit enfin le premier versement de sa pension de réversion. En 1927, lasse de cette vie de nomade, elle achète, poussée par l’administration coloniale, pour ses fils, une friche du district rural de Prey-Nop, à quatre-vingts kilomètres de Kampot, au Cambodge. La culture de ce polder régulièrement inondé par les hautes marées ne donne rien, à cause des infiltrations de sel, et Marie, ruinée, doit reprendre l’enseignement. Cette expérience marquera profondément Marguerite et va lui inspirer nombre d'images fortes de son œuvre (Un barrage contre le Pacifique, L'Amant, L'Amant de la Chine du Nord, L'Éden Cinéma).

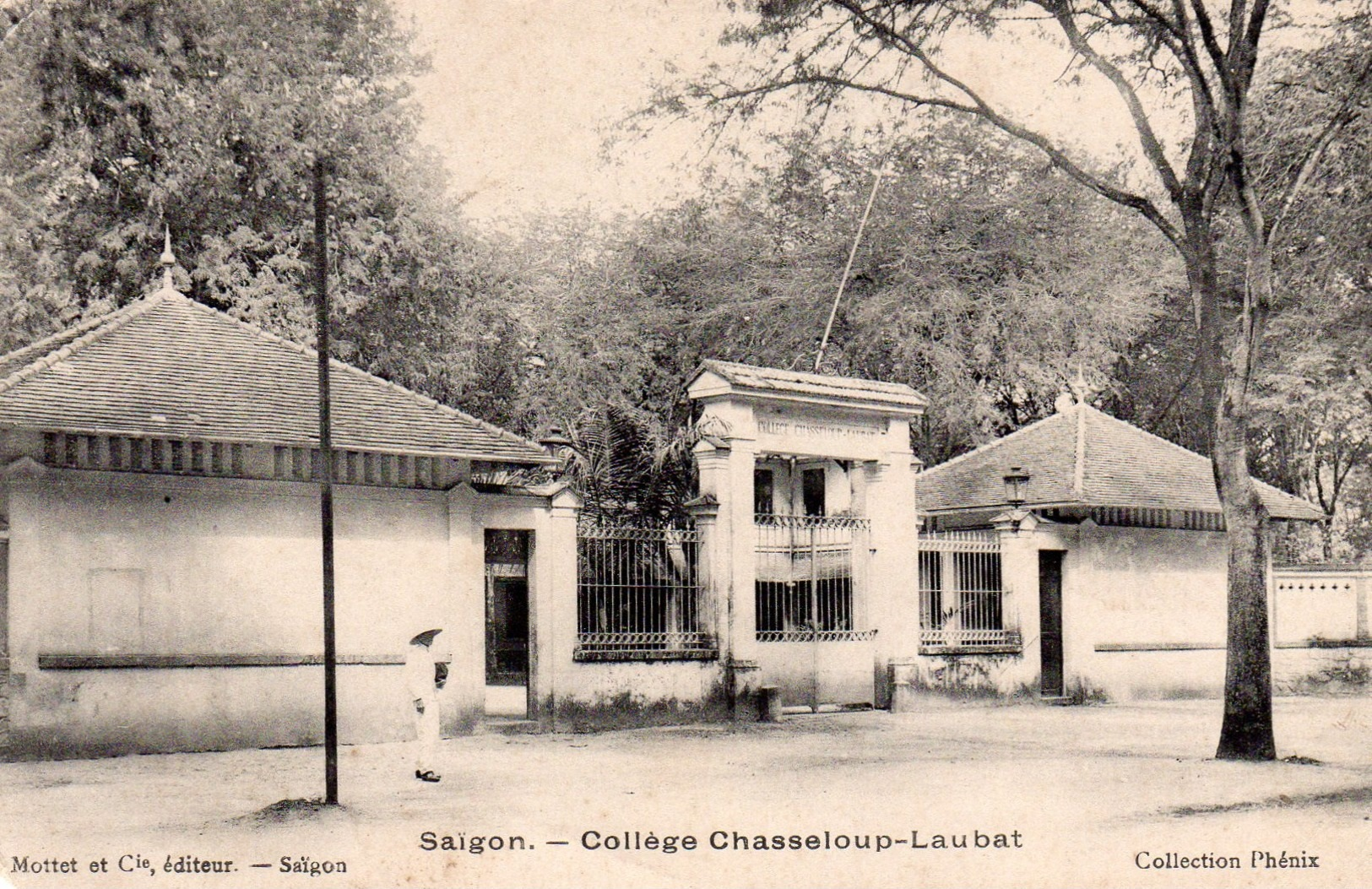
Collège Chasseloup-Laubat.

En 1928, elle est inscrite en classe de troisième au collège puis au lycée Chasseloup-Laubat de Saïgon (aujourd'hui lycée Lê Quý Đôn), pour suivre des études secondaires. Sa mère ambitionne pour sa fille l'enseignement des mathématiques. L'internat du lycée étant réservé aux garçons, Marguerite entre alors, rue Barbé (rue Lê Quý Đôn), dans une pension dirigée par une amie de sa mère.

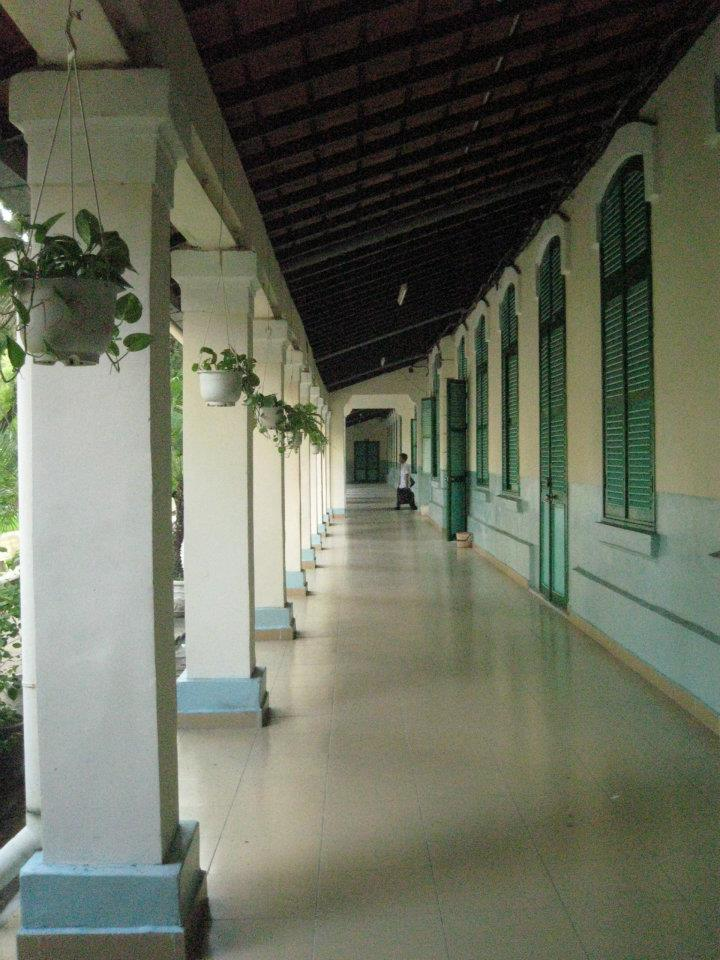
Galerie du lycée Lê Quý Đôn.

En 1931, après la vente de la propriété familiale du Platier, sa mère rachète un appartement de la Ville de Paris au 16, avenue Victor-Hugo à Vanves, dans la banlieue sud de la capitale. Elle obtient un congé administratif. Raison invoquée auprès de l'administration : l'état de santé de son fils Pierre, dépendant à l'opium, renvoyé à Paris en 1929.
Marguerite poursuit ses études en France, dans une école privée, l’école technique Scientia à Auteuil, dans le 16e arrondissement de Paris sous la direction de Charles-Jérémie Hemardinquer. Printemps 1932, Marguerite tombe enceinte. La famille du jeune homme, assez fortunée, arrangera l'avortement (d'où la signature, en 1971, du fameux Manifeste des 343). Elle est reçue à la première partie du baccalauréat, choisissant comme langue vivante en série B le vietnamien qu'elle maîtrise parfaitement depuis l'enfance. En vacances, elle découvre Trouville-sur-Mer et la côte normande qu'elle retrouvera plus tard en 1963.
De retour à Saïgon fin 1932, sa mère est nommée professeure à l'École primaire supérieure des garçons, elle achète une villa dans le quartier européen, 141, rue de la Testard, à proximité du lycée ainsi qu'une voiture. Marguerite passe les épreuves de la deuxième partie du baccalauréat, option Philosophie au lycée Chasseloup-Laubat.
Automne 1933, munie d'une bourse, la jeune femme quitte l’Indochine définitivement pour la métropole s'inscrivant à la faculté de droit de Paris, rue Saint-Jacques. Marguerite s'installe dans une pension de famille. Par ailleurs, elle mène de front des études de mathématiques et dit suivre des cours de mathématiques spéciales, en parallèle, à la faculté des Sciences.
En janvier 1936, elle fait la connaissance de Robert Antelme, étudiant en droit, fils de sous-préfet et de milieu bourgeois.
Après avoir obtenu une licence en droit public, elle poursuit un cursus juridique et économique à l'université, (et non pas, malgré la légende, à l'École libre des sciences politiques), et obtient un double diplôme d'études supérieures (DES) de droit public et d'économie politique. Elle trouve un emploi comme secrétaire au service d'information du ministère des Colonies début juin 1937. Robert Antelme est mobilisé dans l'armée à la fin de l'été suivant. Donnadieu et Antelme se marient le 23 septembre 1939.

### Guerre et entrée en écriture
Marguerite Donnadieu cosigne au printemps 1940, avec Philippe Roques, L'Empire français, une commande de propagande du ministre des Colonies Georges Mandel dans laquelle est cité Jules Ferry : « On ne peut pas mêler cette race jaune à notre race blanche », il est du devoir « des races supérieures de civiliser les races inférieures ». Retenant que l'indigénat a été aboli en 1903 en Indochine mais occultant que l'Empire reste divisé entre « citoyens » et « sujets », elle affirme dans un article sur le même sujet publié dans l'Illustration : « Notre conception impériale est, en effet, la négation même du racisme. La France a donné à tous ses sujets d’outre-mer, sans faire de distinction entre les races, les mêmes possibilités de développement et les mêmes espoirs. L’indigène n’a jamais été traité en vaincu ; non seulement nous avons des devoirs envers lui, mais nous lui reconnaissons des droits sociaux et politiques et surtout celui d’acquérir des connaissances nouvelles. Certes, ce n’est pas à lui qu’il appartient de décider à quel moment il pourra user de ses capacités. C’est à nous, au moment voulu, d’alléger notre tutelle ». Marguerite Duras désavouera ensuite ce livre signé Marguerite Donnadieu. Elle démissionne du ministère des colonies en novembre 1940. Dans la capitale occupée, Robert Antelme est engagé à la préfecture de police de Paris. Marguerite est enceinte et accouche d'un garçon mort-né. En 1942, elle est recrutée comme secrétaire générale du Comité d’organisation du livre.
Le couple s'installe 5, rue Saint-Benoît, dans le quartier de Saint-Germain-des-Prés. Au COIACL, elle préside, sous le contrôle des autorités allemandes, un comité de lecteurs chargé d'autoriser, ou non, l'attribution aux éditeurs agréés par Vichy d'un quota de papier, lequel par ailleurs est rationné. C'est là qu'elle fait la connaissance de Dominique Aury et de Dionys Mascolo qui devient son amant. Au mois de décembre, elle apprend la mort de son frère Paul, en Indochine.
En 1943, l’appartement du couple devient un lieu de rencontres informelles où des intellectuels comme Jorge Semprún discutent littérature et politique, le groupe de la rue Saint-Benoît. Marguerite se met à l'écriture et publie son premier roman Les Impudents. Elle le signe du nom de Duras, le village où se trouve la maison paternelle. Robert, Dionys et elle-même, se mettant au service de la Résistance, se lient à François Mitterrand, alias Morland, qui dirige le RNPG, réseau qui fabrique des faux papiers pour les prisonniers de guerre évadés.
Ainsi, Marguerite Duras affirmera toujours avoir été entriste vis-à-vis de la Collaboration. Au COIACL, elle représente Bernard Faÿ, directeur toujours absent et acteur majeur de la persécution des francs-maçons. Elle entretient des relations professionnelles avec le principal assistant de Karl Epting, le professeur de philosophie « francophile » et lieutenant détaché Gerhard Heller. Elle s'affiche chez l'écrivain pro-hitlérien Ramon Fernandez, dont la femme, Betty, anime un brillant salon.
Le 1er juin 1944, son groupe tombe dans un guet-apens. Robert Antelme est arrêté par la Gestapo, tandis que Marguerite Duras s'échappe. Au lendemain du débarquement des alliés, elle apprend que son mari a été emmené à Compiègne d’où partent les trains pour les camps de concentration. Robert est déporté à Buchenwald et ensuite à Dachau. Marguerite entretient une relation ambiguë avec Charles Delval, l'agent de la Gestapo qui a fait arrêter son mari et qu'elle affirme avoir séduit pour sauver ce dernier.
À la Libération, elle cherchera à faire arrêter Delval, qui sera condamné à mort et exécuté en février 1945. En août 1944, Paris est libéré. Début septembre, Betty Fernandez est tondue et internée avec Marie Laurencin à Drancy par les gendarmes français ; le 17 septembre, Marguerite les fait libérer. Betty sera un personnage de L'Amant, l'épuration des maîtresses de soldats allemands étant le sujet central de Hiroshima mon amour.
À cette époque, elle écrit les Cahiers de la Guerre qui serviront de contenu au livre La Douleur publié en 1985. À l’automne, elle s’inscrit au Parti communiste français ; son nouveau roman, La Vie tranquille, est publié en décembre. Marguerite attend le retour de son époux. Alors que la Libération se poursuit, Dionys, en avril 1945, informé par Mitterrand, va chercher Robert au camp de Dachau et le trouve moribond. Ces douze mois durant lesquels elle le soigne, avec le secours d'un médecin, Marguerite Duras les racontera dans La Douleur.

### Après guerre, une première manière de romans
En 1945, elle fonde avec son mari les éphémères éditions de la Cité Universelle, qui publieront trois ouvrages : L'An zéro de l'Allemagne d'Edgar Morin (1946), les Œuvres de Saint-Just, présenté par Dionys Mascolo (1946) et L'Espèce humaine de Robert Antelme (1947). Le couple divorce le 24 avril 1947. Duras épouse Dionys Mascolo, dont elle se sépare quelques années après. Leur fils Jean — surnommé « Outa » — naît le 30 juin 1947.
En 1950, elle subit la chasse aux intellectuels. La guerre d'Indochine contraint la mère de Marguerite à revenir en France. Début mars, un des camarades, qui serait Jorge Semprún, dénonce Marguerite Duras auprès du Comité central du PCF : elle aurait, lors d'une soirée en compagnie d'autres écrivains, formulé de nombreuses critiques à l'égard de Louis Aragon. Il lui est reproché des « inconvenances envers certains membres du parti et une ironie trop appuyée ».
Un soupçon généralisé s'installe et Marguerite Duras décide de ne plus reprendre sa carte de militante. Elle déclare que le parti cherche à salir sa réputation en lui donnant une image sulfureuse. Dès lors, « les rumeurs » se multiplient : esprit politique pervers, Duras serait aussi une traînée qui fréquente assidûment les boîtes de nuit […], une traîtresse du parti, une décadente petite-bourgeoise ».
Le 8 mars, elle reçoit une lettre qui lui signifie son exclusion pour tentative de sabotage du parti par usage de l'insulte et de la calomnie, fréquentation de trotskistes et fréquentation des boîtes de nuit. Dans une ultime lettre adressée au parti, elle écrit : « Je reste profondément communiste. Ai-je besoin de dire dans ces conditions que je ne m'associerai jamais à rien qui puisse nuire au Parti ? » Son mari Robert Antelme sera lui aussi exclu.
Malgré sa rupture avec le parti communiste, Marguerite Duras s'engage dans de nombreuses causes : le féminisme, la lutte contre la guerre d'Algérie et la revendication du droit à l'avortement. La même année, son roman d'inspiration autobiographique, Un barrage contre le Pacifique, paraît en juin. Il est sélectionné pour le prix Goncourt mais n'obtient qu'une voix.
En 1954, elle participe au comité des intellectuels contre la poursuite de la guerre en Algérie.
Dans les années 1950, Marguerite Duras collabore également au magazine Constellation, sous le pseudonyme de Marie-Joséphine Legrand.
Les romans qu’elle publie dans les années 1950 sont relativement traditionnels, comparativement à sa production romanesque postérieure. À cette époque, ses écrits sont également marqués par l’influence du roman américain.

### Cinéma et théâtre

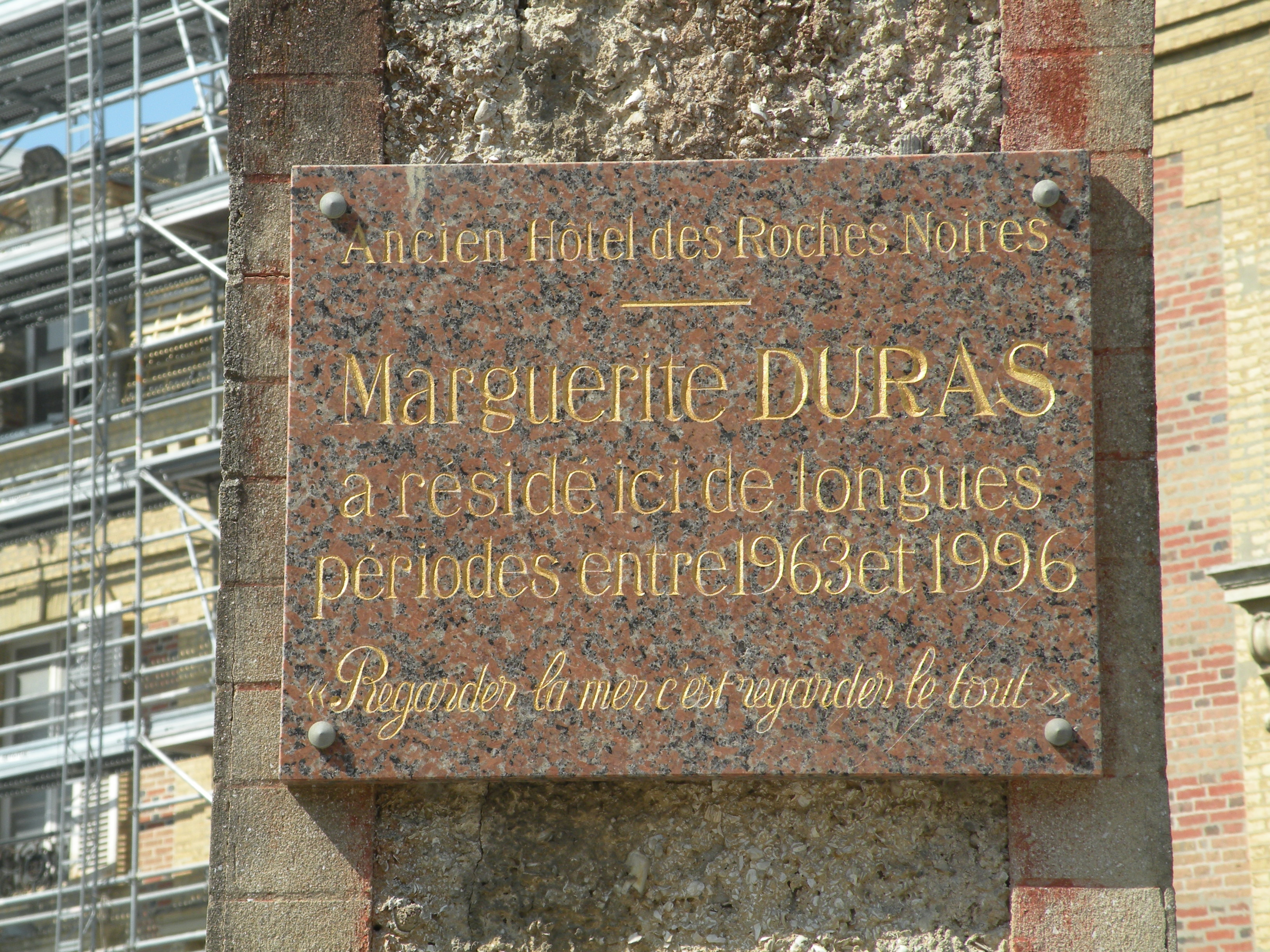
Plaque rappelant les séjours de Marguerite Duras à l'hôtel des Roches Noires à Trouville-sur-Mer.

Elle se sépare de Dionys Mascolo en 1956 et rencontre Gérard Jarlot, journaliste à France-Dimanche, en 1957, année où meurt sa mère. Jarlot travaille avec elle pour diverses adaptations cinématographiques et théâtrales. Pour la première fois, l'un de ses romans est adapté au cinéma, le Barrage contre le Pacifique que réalise René Clément.
En 1958, elle travaille pour des cinéastes en écrivant le scénario de Hiroshima mon amour avec Alain Resnais, puis celui d’Une aussi longue absence pour Henri Colpi. La même année, elle participe à la revue Le 14 juillet fondée par Dionys Mascolo, en opposition à la prise de pouvoir par le général de Gaulle.
En automne 1960, elle milite activement contre la guerre d'Algérie, et signe le Manifeste des 121, déclaration sur le « droit à l'insoumission ». La même année, elle devient membre du jury du prix Médicis. En 1961, sa relation avec Gérard Jarlot prend fin. En 1963, elle achète un appartement dans l'ancien hôtel « Les Roches noires » à Trouville-sur-Mer.
Elle connaît son premier succès au théâtre avec Des journées entières dans les arbres, joué par Madeleine Renaud en 1965. Ses talents multiples la font maintenant reconnaître dans trois domaines : littérature, cinéma et théâtre. Elle met en scène des personnages puisés dans la lecture des faits divers. Elle innove sur le déplacement des acteurs, sur la musicalité des mots et des silences. Fatiguée par l'alcool, elle fait une cure et arrête de boire. Pendant les « évènements » de mai 1968, elle se trouve en première ligne aux côtés des étudiants contestataires et participe activement au comité des écrivains-étudiants.
Marguerite Duras aborde la réalisation cinématographique parce qu’elle est insatisfaite des adaptations que l’on fait de ses romans. Elle tourne en 1966 son premier film La Musica, coréalisé avec Paul Seban, puis Détruire, dit-elle, en 1969. Ce titre évocateur définit son cinéma : celui du jeu des images, des voix et de la musique. « Ce n'est pas la peine d'aller à Calcutta, à Melbourne ou à Vancouver, tout est dans les Yvelines, à Neauphle. Tout est partout. Tout est à Trouville […] Dans Paris aussi j'ai envie de tourner, […] L'Asie à s'y méprendre, je sais où elle est à Paris… » (Les Yeux verts).
Le 5 avril 1971, elle signe, avec notamment Simone de Beauvoir, Delphine Seyrig et Jeanne Moreau, le Manifeste des 343, réclamant l'abrogation de la loi de 1920 interdisant l'avortement et toute contraception.
En 1977, elle est l’un des rares intellectuels sollicités pour signer la pétition concernant la majorité sexuelle écrite par Gabriel Matzneff, ce qu'elle refuse de faire,.
Elle tourne ensuite Nathalie Granger, dans sa maison de Neauphle-le-Château, India Song, dans le Palais Rothschild à Boulogne, avec la musique de Carlos d'Alessio. Comme dans son travail pour le théâtre, elle réalise des œuvres expérimentales. Par le décalage entre l'image et le texte écrit, elle veut montrer que le cinéma n’est pas forcément narratif : La Femme du Gange est composé de plans fixes, Son nom de Venise dans Calcutta désert est filmé dans les ruines désertes du palais Rothschild en reprenant la bande son d'India Song, Les Mains négatives, où elle lit son texte sur des vues de Paris désert la nuit. La limite extrême est atteinte dans L'Homme atlantique, avec sa voix sur une image complètement noire pendant trente minutes sur quarante. Après un voyage en Israël, en 1978, elle réalise Césarée, où elle évoque la ville antique sur des images du jardin des Tuileries.

### Alcool et succès
Duras vit alors seule dans sa maison de Neauphle-le-Château. Depuis 1975, elle a renoué périodiquement avec l’alcool. Elle rencontre Jean Pierre Ceton au festival de cinéma de Hyères 1979 qui lui parle d'un groupe d'amis de Caen (dont Yann). Elle préfacera son premier roman Rauque la ville. En 1980, elle est transportée à l’hôpital de Saint-Germain-en-Laye et reste hospitalisée pendant cinq semaines. À son retour, elle écrit à Yann Lemée, un jeune admirateur rencontré cinq ans plus tôt à Caen — à l’issue d’une projection-débat d’India Song.
Après six mois d’abstinence, elle sombre une nouvelle fois dans l’alcool. Serge July, rédacteur en chef de Libération, lui propose d’y tenir une chronique hebdomadaire tout l’été. Un soir, Yann Lemée lui téléphone. Ils se retrouvent à Trouville-sur-Mer. Elle l’héberge, en fait son compagnon et lui donne le nom de Yann Andréa. Marguerite Duras vit avec le jeune homme — bisexuel et de trente-huit ans son cadet — une relation à la fois passionnée et tourmentée. Yann Andréa, qui est à la fois le compagnon et le secrétaire particulier de Marguerite Duras, restera auprès d'elle jusqu'à sa mort en 1996 : il racontera ensuite l'histoire de leur relation dans le livre Cet amour-là.
En 1981, elle se rend au Canada pour une série de conférences de presse à Montréal et filme L’Homme atlantique en prenant son compagnon comme acteur. Parce que sa main tremble, Yann écrit sous sa dictée La Maladie de la mort. Elle accepte de faire une cure de désintoxication à l’hôpital américain de Neuilly en octobre 1982. L'année suivante, Duras dirige Bulle Ogier et Madeleine Renaud dans la pièce de théâtre, Savannah Bay, qu'elle a écrite pour cette dernière.
En 1984, L’Amant est publié et obtient le prix Goncourt. C'est un succès mondial. Il fait d'elle l'un des écrivains vivants les plus lus.
En 1985, elle suscite l’hostilité et déclenche la polémique en prenant position dans une affaire judiciaire qui passionne l'opinion publique : l’affaire Grégory Villemin. En effet, dans une tribune à la limite du délire publiée par le quotidien Libération du 17 juillet, elle se montre convaincue que la mère, la « sublime, forcément sublime Christine V. », est coupable du meurtre de son enfant, trouvé noyé dans la Vologne en octobre 1984.
La même année, elle réalise des entretiens avec François Mitterrand pour le périodique L'Autre Journal, à l'initiative de son directeur Michel Butel. Le premier a lieu chez l'écrivaine, rue Saint-Benoît, puis les rendez-vous se poursuivent à l'Elysée. Duras voudrait en faire un livre, intitulé Le bureau de poste de la rue Dupin, mais le Président cesse de la convier, finissant par se méfier du projet.
De nouveau prisonnière de l’alcool, elle tente en 1987 de donner une explication à son alcoolisme dans son livre La Vie matérielle.
Après avoir vainement tenté l'expérience chez Gallimard et Minuit, Marguerite Duras devient éditrice aux éditions P.O.L, au sein desquelles elle dirige une collection littéraire nommée « Outside ». Paul Otchakovsky-Laurens, directeur de la maison, déclare : « L'idée est venue tout naturellement. Elle me disait qu'elle voulait aider de jeunes auteurs à se faire connaître. Elle voulait les publier et les protéger. Je lui ai donné carte blanche. » Après avoir aidé à la publication des œuvres de Jean Pierre Ceton, Catherine de Richaud et Nicole Couderc, l'expérience cesse en raison de désaccords littéraires entre Duras et la maison P.O.L.

### Écrit et silence

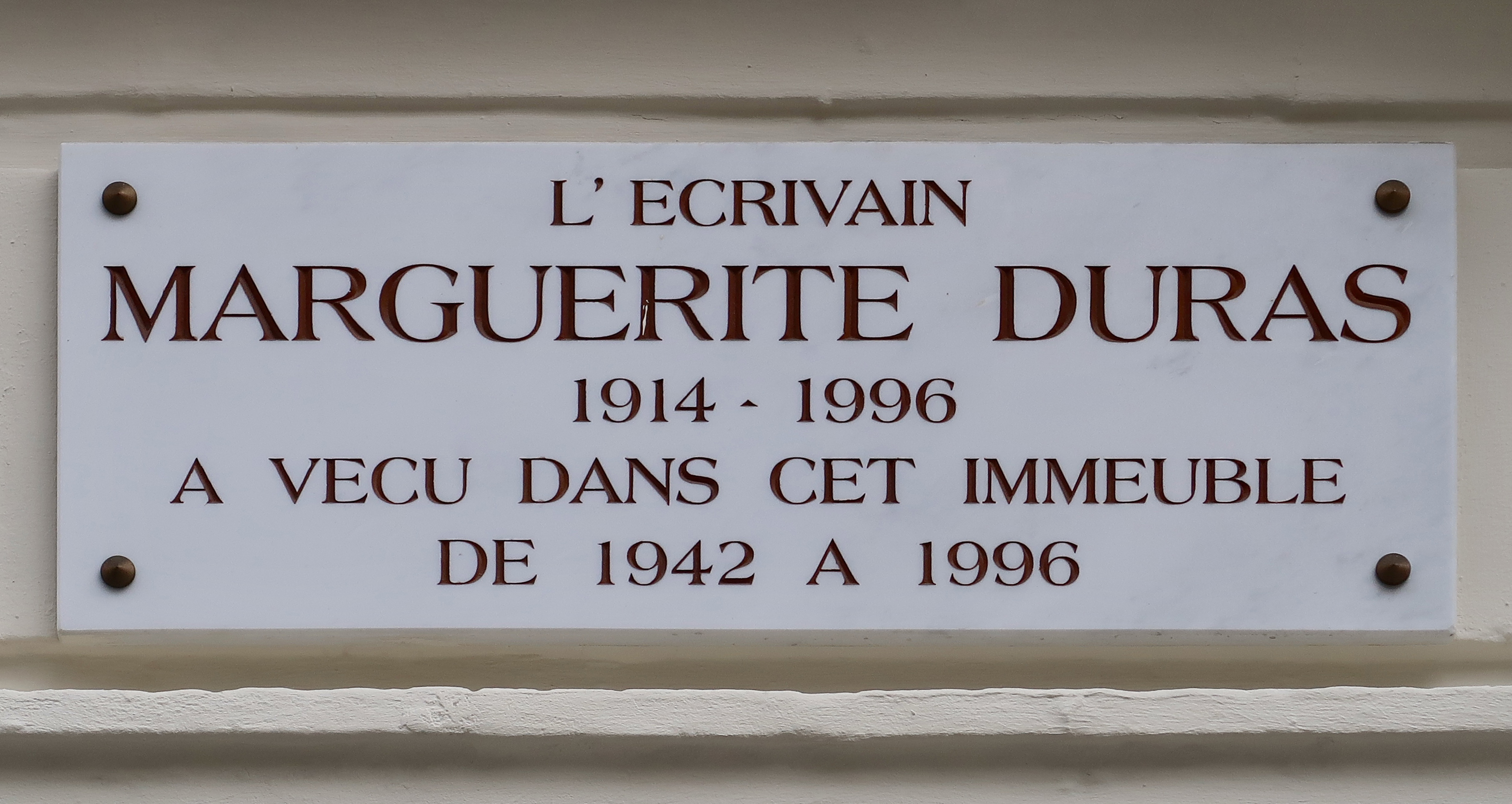
Plaque commémoratrice au no 5 de la rue Saint-Benoît, Paris 6e, où vécut Marguerite Duras.

En mai 1987, Marguerite Duras, citée comme témoin au procès de Klaus Barbie, refuse de comparaître. En juin de la même année, elle publie La Vie matérielle, suivi en septembre par Emily L.
L'Amant devient un projet de film du producteur Claude Berri. À la demande de ce dernier, elle s'attelle à l'écriture du scénario, bientôt interrompu par une nouvelle hospitalisation, le 17 octobre 1988. Souffrant de crises d'emphysème, elle subit une trachéotomie et est plongée dans un coma artificiel dont elle ne sortira que cinq mois plus tard.
Pendant ce temps, le réalisateur Jean-Jacques Annaud est contacté, accepte de réaliser le film et en commence l’adaptation. Marguerite Duras sort de l'hôpital en automne 1989 et reprend le projet en cours, après une rencontre avec le cinéaste. Mais la collaboration tourne court et le film se fait sans elle. Se sentant dépossédée de son histoire, elle s'empresse de la réécrire : L'Amant de la Chine du Nord est publié en 1991, juste avant la sortie du film. Duras a désormais des difficultés physiques pour écrire. Cependant d’autres livres paraissent ; ils sont dictés ou retranscrits. C'est le cas de Yann Andréa Steiner (1992) et d'Écrire (1993).
En 1995 paraît l'ultime opus C'est tout, un ensemble de propos recueillis par Yann Andréa (réédition définitive, 1999). La même année, Le Square entre au répertoire de la Comédie-Française.
Le dimanche 3 mars 1996, à huit heures, Marguerite Duras meurt au troisième étage du 5, rue Saint-Benoît. Elle allait avoir quatre-vingt-deux ans. Les obsèques ont lieu le 7 mars en l’église Saint-Germain-des-Prés. Elle est enterrée au cimetière du Montparnasse. Sur sa tombe figurent son nom de plume, deux dates et ses initiales : M D. Lorsque Yann Andréa meurt en 2014, il est enterré à ses côtés ; la pierre tombale porte leurs deux noms.

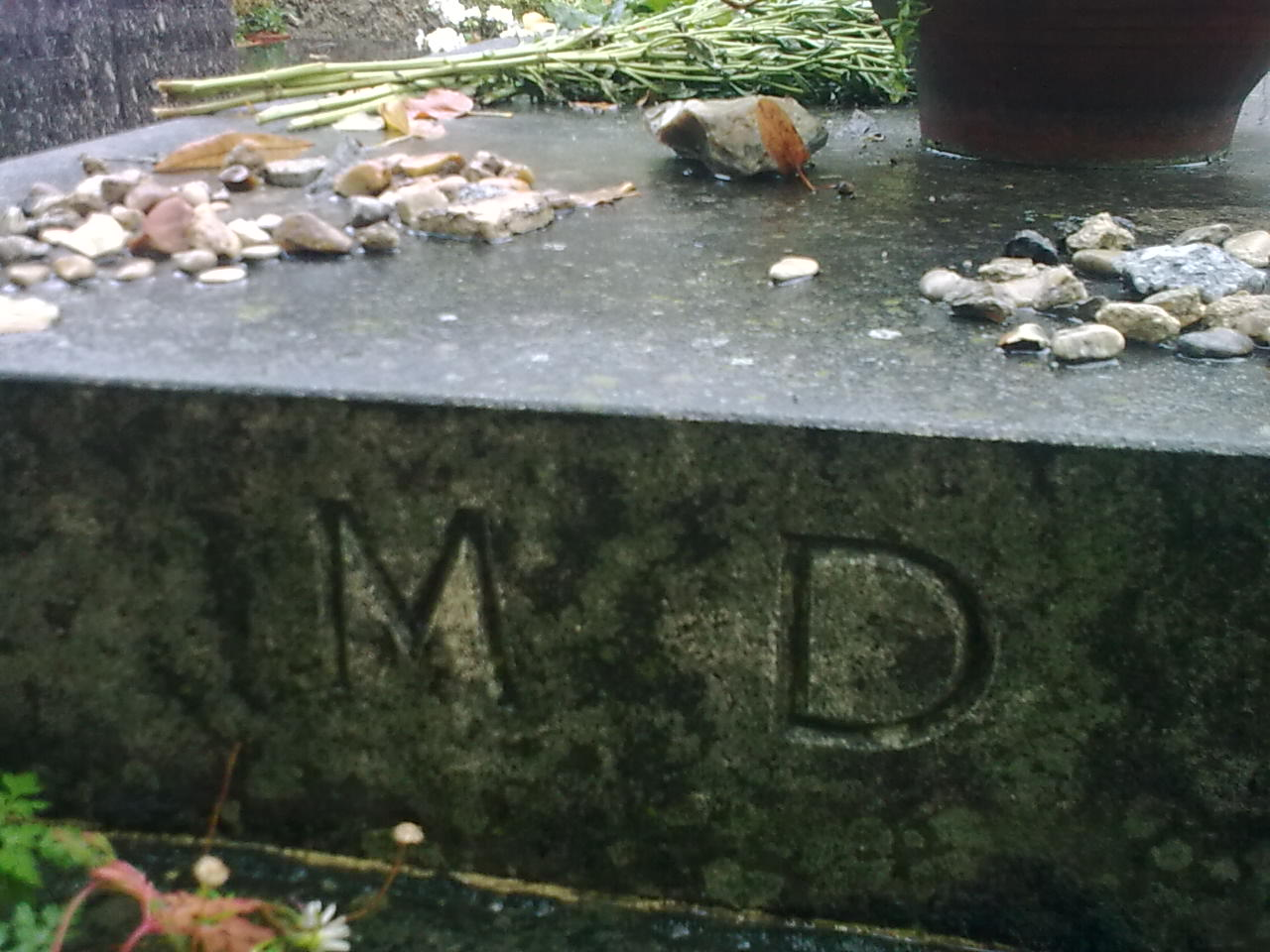
Pierre tombale de Marguerite Duras sur laquelle sont gravées ses initiales (cimetière du Montparnasse, 2009).
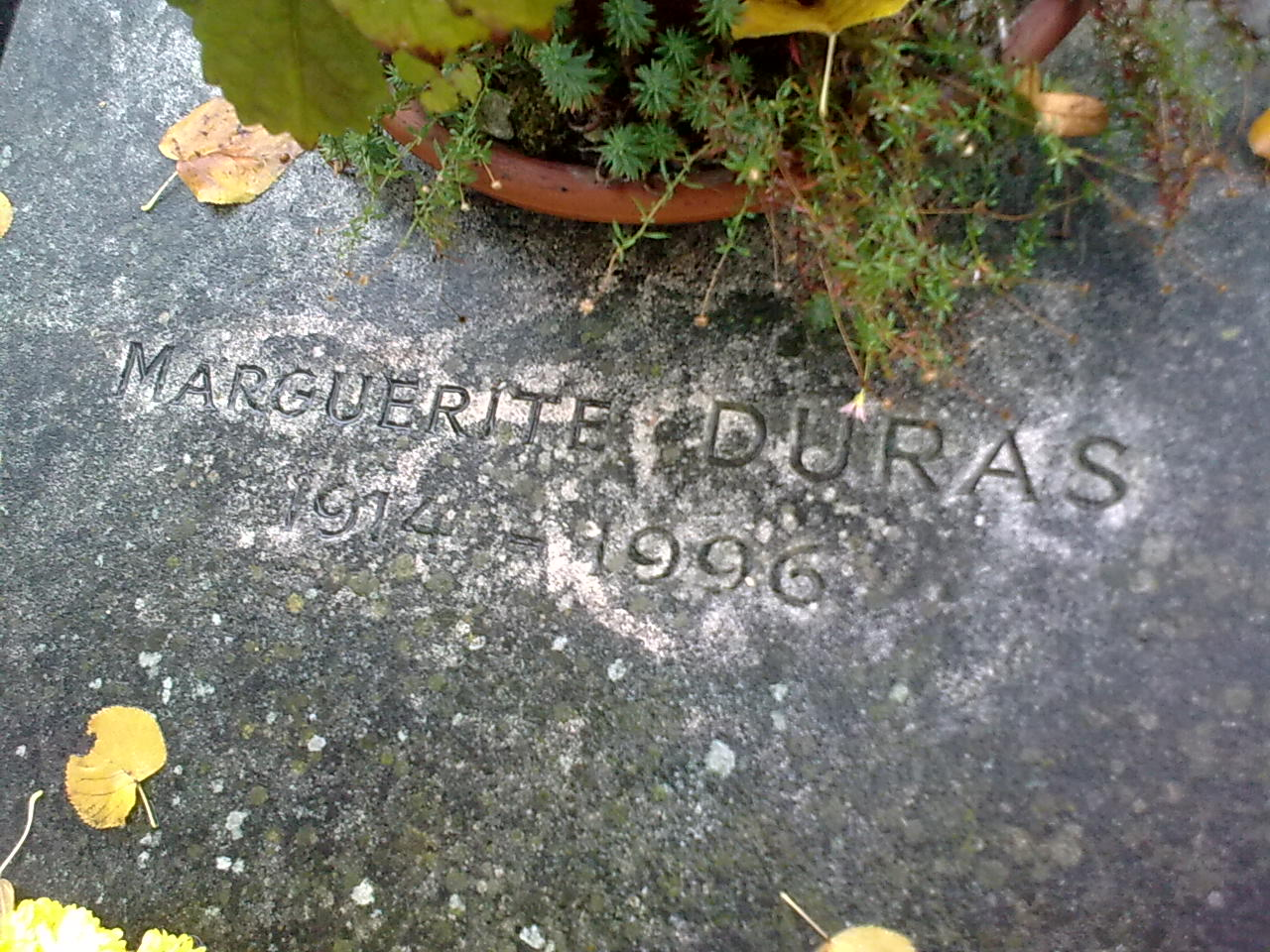
Pierre tombale de Marguerite Duras en octobre 2019.
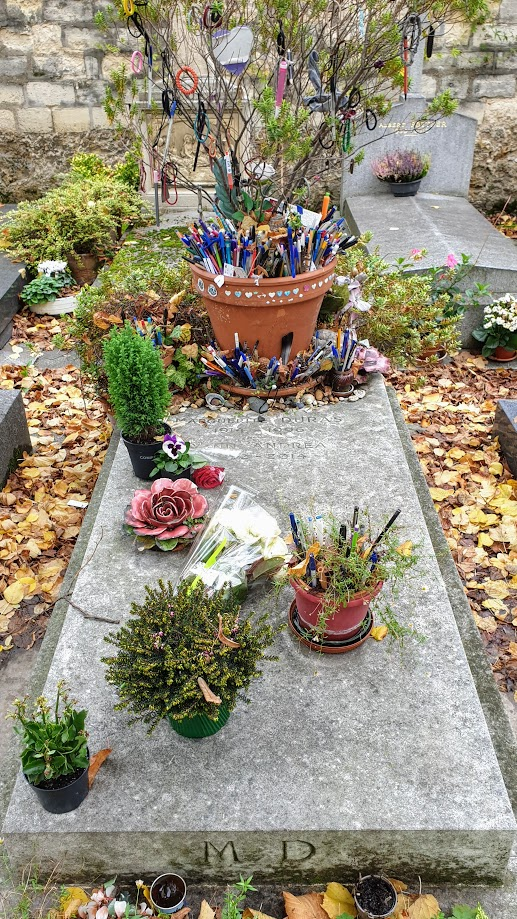
En 2014, le nom de Yann Andréa y est ajouté.
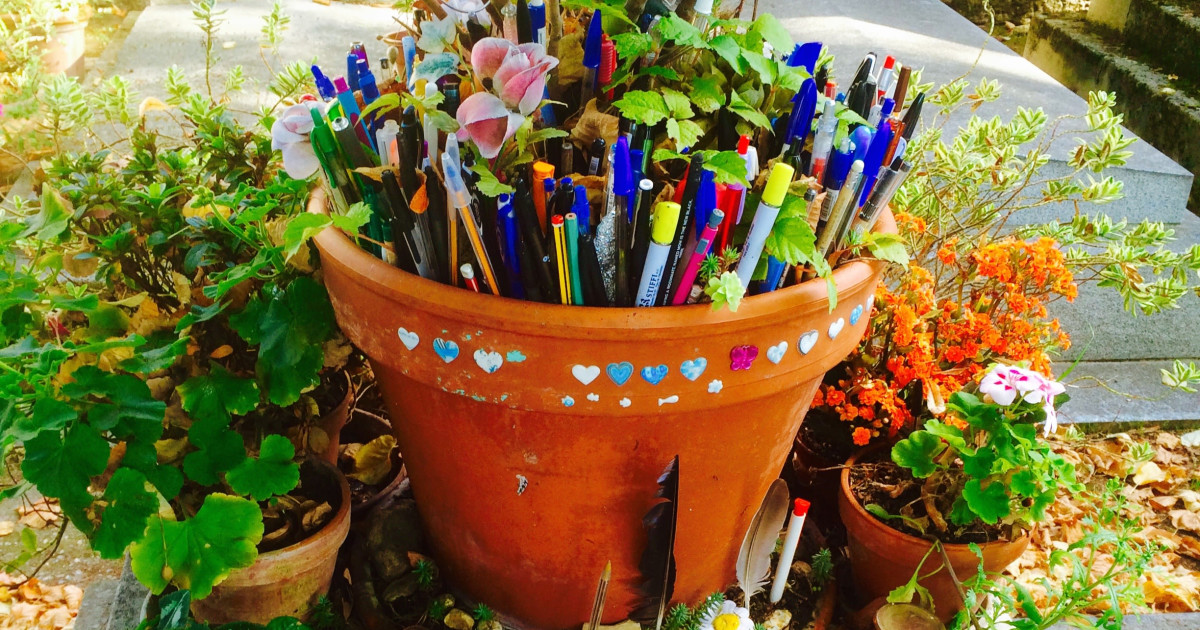
Sur sa tombe, l'hommage des anonymes.

### Postérité
Devenue « un mythe littéraire et même une mythologie », Marguerite Duras fait partie des auteurs français les plus connus de par le monde. Certains de ses textes sont traduits dans plus de 35 langues (dont le géorgien, le cingalais et l'arménien). L'ensemble des œuvres, édité par Gallimard, approchait en 2008 les 5 millions d'exemplaires écoulés.
L'Amant, traduit dans 35 pays, s'est vendu toutes éditions confondues, en 2011, à plus de 2 400 000 exemplaires.
En 2001 sort au cinéma Cet amour-là, réalisé par Josée Dayan, un film biographique des dernières années de la vie de Marguerite Duras, librement adapté du témoignage éponyme de Yann Andréa.
En 2002, Savannah Bay entre au répertoire de la Comédie-Française,.
Lors de la session 2005-2006, Le Ravissement de Lol V. Stein et Le Vice-Consul sont au programme de l'agrégation de lettres modernes.
En 2007, est retrouvé un roman, Caprice, publié en 1944 sans nom d'auteur et identifié par Dominique Noguez comme étant l'« un de ces romans écrits pendant la guerre « pour acheter du beurre au marché noir », dont Duras parlait elle-même dans l'avant-propos d'Outside en 1980 ».
Le 17 mai 2011 a lieu l'inauguration du lycée français international Marguerite-Duras, à Hô Chi Minh-Ville.
En octobre 2011, Marguerite Duras fait son entrée dans la Bibliothèque de la Pléiade. Deux premiers volumes rassemblant les écrits de 1943 à 1973 sont dès lors publiés. Les tomes III et IV, qui rassemblent l'ensemble des écrits de 1973 à 1996 ainsi que de nombreux textes inédits, paraissent en 2014, accompagnés d'un album consacré à l’auteur.
En 2013, les studios Tale of Tales commercialisent un jeu vidéo, Bientôt l'été, fondé sur l'œuvre et la personnalité de Marguerite Duras.
En 2014, à l'occasion du centenaire de sa naissance, des textes inédits paraissent, dont Le Livre dit et Deauville la mort. La presse note alors : « Duras est morte il y a dix-huit ans mais elle vit toujours, intensément, à travers ses textes et à travers ceux, nombreux, qui s'en inspirent ».
Par ailleurs, de nombreuses personnalités littéraires évoquent l'influence de Marguerite Duras sur leurs œuvres littéraires : Christine Angot, Guillaume Dustan, Camille Laurens ou encore Marie Darrieussecq et Philippe Besson.

## Reconnaissance

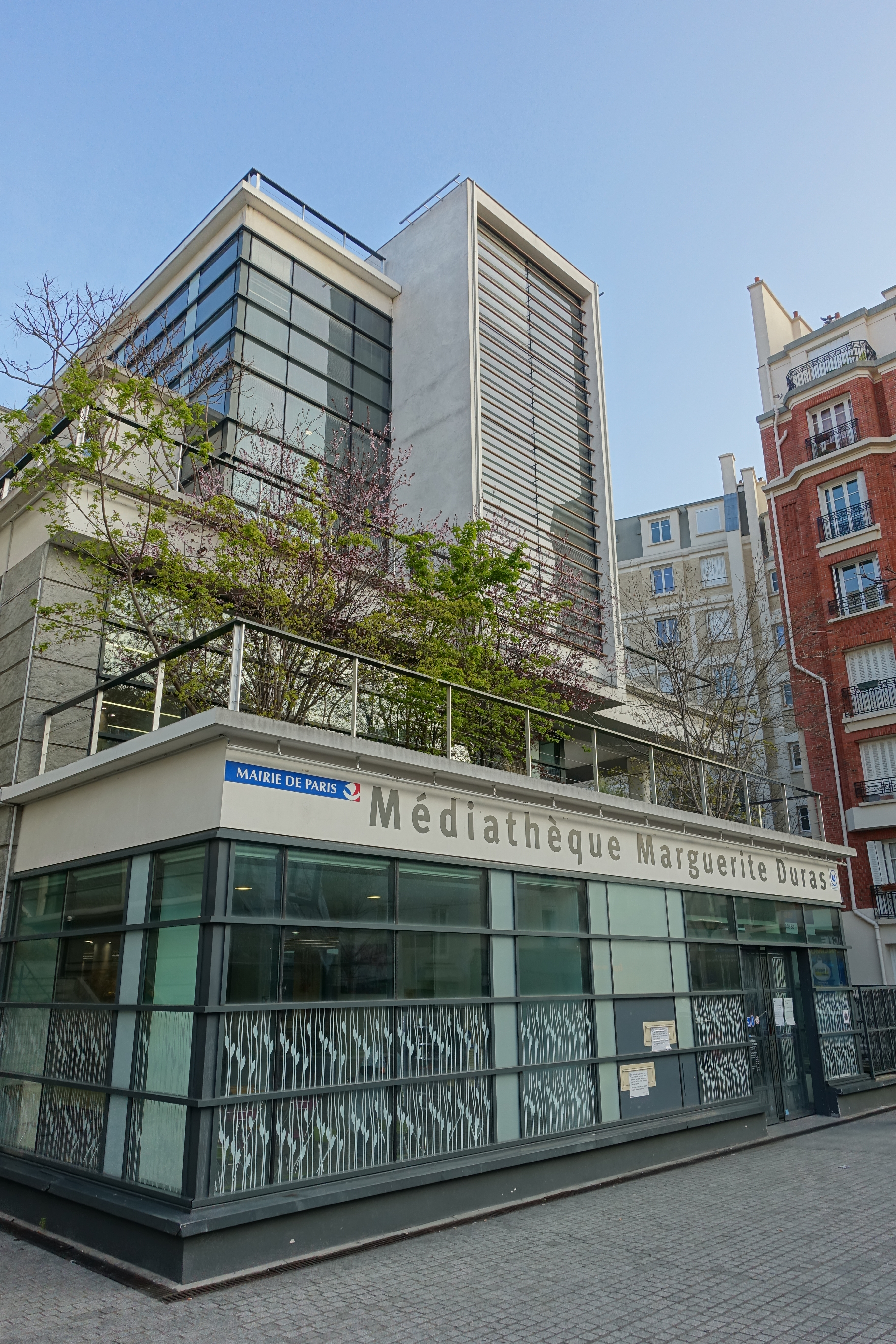
Médiathèque Marguerite Duras, Paris 20e.

### Distinctions
- Prix de Mai 1958 pour Moderato cantabile[60].
- Prix de la Tribune de Paris 1962 pour L'Après-midi de Monsieur Andesmas[30].
- Sélection à la Mostra de Venise 1972 pour le film Nathalie Granger[61].
- Prix de l'Association française des cinémas d'art et d'essai 1975 pour India Song.
- Prix Jean-Cocteau 1976 pour le film Des journées entières dans les arbres.
- Grand prix du théâtre de l'Académie française 1983.
- Prix Goncourt 1984 pour L'Amant.
- Prix Ritz-Paris-Hemingway pour L'Amant.

### Prix Marguerite-Duras
Le prix Marguerite-Duras est créé en 2001 par le conseil général de Lot-et-Garonne. Après le départ de son Président, M. François-Poncet puis la mort de son successeur, M. Diefenbacher, l'équipe nouvelle ne finance plus le Prix qui, sous la mandature de M. François-Poncet s'élevait à 15 000 euros. Il est alors délocalisé et financé par la mairie de Trouville-sur-Mer et la Fondation Pierre Bergé – Yves Saint Laurent. À la mort de Pierre Bergé, ses héritiers ne souhaitent plus soutenir le Prix Marguerite-Duras et le privent ainsi de sa dotation de 15 000 euros[réf. souhaitée]. La Mairie de Trouville le prend dès lors seul en charge avec une dotation de 5 000 euros. Puis, à la suite de changements d'équipe municipale, la dotation est définitivement supprimée et remplacée par des mécénats plus modestes (cartons de vins issus de cépages de la région de Duras en Lot-et-Garonne par exemple). Mais la réputation du Prix et la qualité de ses lauréats font de lui un Prix très recherché et estimé dans l'édition française[réf. nécessaire].

### Promotion de l'œuvre durassienne
- Société Marguerite-Duras
- Association Marguerite-Duras
- Théâtre Marguerite Duras, créé en 2014 à l'occasion du centenaire de sa naissance, théâtre itinérant basé à Bordeaux[63].

### La figure de Duras dans la fiction
- Marguerite Duras apparaît dans Une histoire fumeuse, épisode de la série animée américaine Les Simpson.
- En 2004, Gérard Streiff publie Camarade Duras (L'Harmattan), une pièce de théâtre qui met en scène l'exclusion de Marguerite Duras du Parti communiste.
- Dans la bande dessinée Paris, secteur soviétique de la série uchronique Jour J, Marguerite Duras est l’une des protagonistes de l'histoire, sous le nom de « capitaine Donnadieu »[64].
- Dans le roman Je rêve que Marguerite Duras vient me voir d'Isabelle Minière, Marguerite Duras apparaît en rêve à un homme qui n'arrive pas à écrire et lui dévoile le secret pour devenir écrivain[65].
- Dans le roman Marguerite Duras, une jouissance à en mourir[66], Olympia Alberti se glisse dans la peau de l'écrivaine.
- dans le roman Cet été-là de braise et de cendres (Fayard, 2016), Alain Vircondelet signe un roman mettant en scène Marguerite Duras. Il y raconte la naissance de l'écrivaine, au sortir de la guerre, au cours de l'été 1945.

### Pastiches
Le style de Marguerite Duras a été pastiché à plusieurs reprises par Patrick Rambaud.
En 1977 paraît Parodies chez Balland, ouvrage coécrit avec Michel-Antoine Burnier, qui pastiche le style d'une trentaine d'écrivains, dont Marguerite Duras.
En 1988, Patrick Rambaud publie Virginie Q., chez Balland, dont le titre évoque Emily L., et, en 1996, Mururoa mon amour, chez Jean-Claude Lattès, qui rappelle, lui, Hiroshima mon amour. Éditées sous le pseudonyme de Marguerite Duraille, les deux œuvres adoptent la même présentation que les œuvres des Éditions de Minuit (l'éditeur de Duras), à savoir titre bleu et nom d'auteure noir sur fond blanc.
En 2008, Laurent Nunez pastiche Duras dans son roman Les Récidivistes (éditions Champ Vallon ; rééd. Payot, 2014).
Le style de Duras a été parodié par l'auteur de bandes dessinées Pochep.

### Imitations de Duras à la scène
Loïc Prigent note que Marguerite Duras est l'une des rares écrivaines à avoir été imitée par des humoristes : c'est le cas de Karl Zéro, en 1993, qui l'incarne dans son film Le Tronc ou de José Garcia, qui apparaît grimé en Marguerite Duras, en duo avec Antoine de Caunes, face à Fanny Ardant, sur le plateau de l'émission Nulle part ailleurs.

### Hommage
- Rue Marguerite-Duras (Paris)
- Place Marguerite Duras (Duras, Lot-et-Garonne)

## Polémiques

### Affaire Grégory
En juillet 1985, dans une tribune du journal Libération, Marguerite Duras prend position dans l’affaire Grégory contre la mère de l'enfant, Christine Villemin — la « sublime, forcément sublime Christine V. », selon ses mots, qui feront le titre de l'article — dont elle semble convaincue d'infanticide. L'article provoque de nombreuses réactions d'indignation, ainsi qu'une plainte pour diffamation de Christine Villemin. Celle-ci sera totalement innocentée par la cour d'assises de Dijon en 1993, une réhabilitation totale provenant d'un non-lieu pour « absence totale de charge » à son encontre. Marguerite Duras ne reprend pas la parole sur ce sujet depuis ce verdict.

### «Marguerite Duras refusée par ses propres éditeurs»
En 1992, après un dîner d'amis où Marguerite Duras a été consacrée auteur le plus surfait du moment, le journaliste Guillaume P. Jacquet (alias Étienne de Montety) recopie L'Après-midi de Monsieur Andesmas, un livre primé de Marguerite Duras, en ne changeant dans le texte que les noms des personnages et en remplaçant le titre par « Margot et l'important ». Il envoie le résultat aux trois principaux éditeurs de Duras : Gallimard, POL et les Éditions de Minuit. Les Éditions de Minuit répondent à Guillaume P. Jacquet que « [son] manuscrit ne peut malheureusement pas entrer dans le cadre de [leurs] publications » ; Gallimard que « le verdict n'est pas favorable » ; POL que « [le] livre ne correspond pas à ce qu'[ils] cherchent pour leurs collections ». Le fac-similé des lettres de refus est publié dans le Figaro littéraire sous le titre « Marguerite Duras refusée par ses propres éditeurs ».

### La biographie romancée
En 1994, à la suite de la parution, chez Grasset, de Duras ou le Poids d'une plume, biographie romancée de Duras signée Frédérique Lebelley. Marguerite Duras poursuit l'auteure en justice.

### Les «faux écrivains»
La vie littéraire de Marguerite Duras est émaillée par de nombreuses confrontations avec d'autres « grands écrivains » de son époque. Ses propos sur ses « confrères » se font souvent radicaux. Pour illustration, à Bernard Pivot qui l'interroge, elle déclare :

« Des gens très très célèbres, pour moi, n’ont pas écrit. Sartre, il n’a pas écrit. Pour moi il n’a pas su ce que c’était, écrire. Il a toujours eu des soucis annexes, des soucis en second, de secondes mains. Il n’a jamais affronté l’écriture pure. C’est un moraliste, Sartre. Il a toujours puisé dans la société, dans une espèce d’environnement de lui. Un environnement politique, littéraire. Ce n’est pas quelqu’un de qui je dirais : « Il a écrit. » Je n’y penserais même pas. J’ai lu une chose de lui qui m’intéressait dans Situations, il parlait de la littérature américaine, oui. Sans ça, rien. Je dirais que Maurice Blanchot écrit, Georges Bataille a écrit… Mais vous savez ce n’est pas un jugement de valeur que je porte là. Il y a des gens qui croient écrire, et puis des gens qui écrivent. C'est rare, c'est très rare. »

Cherchant à distinguer les écrivains (qui écrivent au sens strict du terme) et ceux qui singent l'écriture (qui se contentent de publier des livres), Duras fustige publiquement ce qu'elle nomme « le faux de l'écrit », notamment chez Roland Barthes :

« Roland Barthes était un homme pour lequel j'avais de l'amitié mais que je n'ai jamais pu admirer. Il me semblait qu'il avait toujours la même démarche professorale, très surveillée, rigoureusement partisane […] J'ai essayé de lire Fragments d'un discours amoureux mais je n'y suis pas parvenue. C'est très intelligent très évidemment. Bloc-notes amoureux, oui, c'est ça, amoureux, s'en tirant de la sorte en n'aimant pas, mais rien, il me semble, rien, charmant homme, charmant vraiment, de toute façon. Et écrivain, de toute façon. Voilà. Écrivain d'une certaine écriture, immobile, régulière. »

Dans Yann Andréa Steiner, Duras explique :

« Je vous ai dit aussi que je n'arrivais pas du tout à le lire, que Roland Barthes pour moi c'était le faux de l'écrit et que c'était de cette fausseté qu'il était mort. Je vous ai dit plus tard que Roland Barthes, un jour, chez moi, m'avait gentiment conseillé de « revenir » au genre de premiers romans « si simples et si charmants ». J'ai ri. »

### Escarmouches entre écrivains
Les prises de positions littéraires de Marguerite Duras lui vaudront, dans une certaine mesure, quelques inimitiés.
Fâchée avec son éditeur Jérôme Lindon à la suite d'un désaccord sur le manuscrit de L'Amant de la Chine du Nord, brouillée avec Alain Resnais et Jean-Jacques Annaud à cause de divergences cinématographiques, elle sera, en retour, l'objet de sévères critiques.
Si Angelo Rinaldi s'en est longtemps pris à elle dans ses chroniques littéraires, Jean-Edern Hallier écrira, dans Le Refus, que Marguerite Duras n’est qu’une « vieille dame indigne des lettres françaises ». Il argue alors que sa « littérature Tampax à l’usage des attachés de direction et des divorcées sur la quarantaine » et « l’indigence de sa prose » ont donné « l’illusion de mettre l’avant-garde à la portée des classes moyennes sans culture. » Avant de conclure : « Vieux corbeau littéraire. À jeter dans la Vologne. »
L'humoriste Pierre Desproges la décrit quant à lui dans ses Chroniques de la haine ordinaire comme la « papesse gâteuse des caniveaux bouchés », une « apologiste sénile des infanticides ruraux » qui n’écrit que des « feuilletons de cul à l’alcool de rose » et, aussi, « Marguerite Duras, qui n'a pas écrit que des conneries. Elle en a aussi filmé ».

Dans une lettre conservée à la Bibliothèque royale de Belgique (cotée KBR, ms. FS XCII R963), l'écrivaine belge Dominique Rolin écrit à Philippe Sollers : 

« La Duras ne se gêne pas ! cette crapaudule rongée d’alcool ose t’attaquer d’une manière aussi vulgaire, aussi laide qu’elle ? La jalousie rageuse qu’elle montre ainsi finit presque par être innocente. »

### La Cuisine de Marguerite: le livre interdit
En 1999, Jean Mascolo, le fils de Marguerite Duras, publie La Cuisine de Marguerite, par le biais de sa maison d'édition Benoît Jacob. Dès sa parution, le livre fait l'objet d'une demande d'interdiction d'exploitation de la part de Yann Andréa, exécuteur littéraire de Marguerite Duras.

## Œuvres écrites

### Romans et récits
Les récurrences de thèmes et de figures de styles ont conduit la critique à repérer dans l’œuvre écrite et filmée de Marguerite Duras des étapes qui, marquées entre 1972 et 1980 par un silence durant lequel l'écrivain se consacre à la réalisation cinématographique, correspondent à des ruptures dans sa vie personnelle mais qui, pour pratique que soit une classification conventionnelle, n'ont rien de définitif.

#### Duras avant Duras
- Les Impudents, Plon, 1943
- La Vie tranquille, Gallimard, 1944
- Un barrage contre le Pacifique, Gallimard, 1950
- Le Marin de Gibraltar, Gallimard, 1952
- Les Petits Chevaux de Tarquinia, Gallimard, 1953
- Des journées entières dans les arbres - Le Boa, Madame Dodin, Les Chantiers, Gallimard, 1954

#### Affirmation du style durassien
- Le Square, Gallimard, 1955
- Moderato cantabile, Les Éditions de Minuit, 1958
  - Prix de Mai en 1958.
- Dix heures et demie du soir en été, Gallimard, 1960
- L'Après-midi de Monsieur Andesmas (récit), Gallimard, 1962[76]

#### Cycle indien
- Le Ravissement de Lol V. Stein, Gallimard, 1964
- Le Vice-Consul, Gallimard, 1966
- L'Amante anglaise, Gallimard, 1967
- Détruire, dit-elle, Les Éditions de Minuit, 1969
- Abahn Sabana David, Gallimard, 1970
- Ah ! Ernesto, conte pour enfants, ill. de Bernard Bonhomme, Harlin Quist/Ruy-Vidal, 1971
- L'Amour, Gallimard, 1972

#### Cycle atlantique
- L'Homme assis dans le couloir (récit), Les Éditions de Minuit, 1980
- L'Homme atlantique, Les Éditions de Minuit, 1982[77]
- La Maladie de la mort (récit), Les Éditions de Minuit, 1982
- L'Amant, Les Éditions de Minuit, 1984
  - Prix Goncourt en 1984, prix Ritz-Paris-Hemingway en 1986
- Les Yeux bleus, cheveux noirs, Les Éditions de Minuit, 1986
- La Pute de la côte normande, Les Éditions de Minuit, 1986
- Emily L., Les Éditions de Minuit, 1987
- La Pluie d'été, POL, 1990[78]
- L'Amant de la Chine du Nord, Gallimard, 1991
- Yann Andréa Steiner, POL, 1992
- Écrire, Gallimard, 1993

### Recueils
- L'Été 80, Les Éditions de Minuit, 1980
- Outside, papiers d'un jour, Albin Michel, coll. « Illustrations », 1981
- La Douleur, P.O.L., 1985
- La Vie matérielle, Marguerite Duras parle à Jérôme Beaujour, POL, 1987
- Les Yeux verts, éditions des Cahiers du cinéma, 1987[79]
- Le Monde extérieur, Outside 2, POL, 1993
- C'est tout, POL, 1995
- La Mer écrite, textes d'après des photographies d'Hélène Bamberger, éditions Marval, 1996
- La Cuisine de Marguerite, éditions Benoît Jacob, 1999 (livre interdit[80])
- Cahiers de la guerre et autres textes, établie par Olivier Corpet et Sophie Bogaert, POL/Imec, 2006
- La Beauté des nuits du monde, textes choisis et présentés par Laure Adler, éditions La Quinzaine littéraire, coll. « Voyager avec », 2010
- Deauville la mort, de L'Herne, 2014
- Lettres retrouvées (1969-1989), Marguerite Duras et Michelle Porte, préfacées et annotées par Joëlle Pagès-Pindon, Gallimard, NRF « Hors série littérature », 2022.

### Théâtre
- Les Viaducs de la Seine-et-Oise, Éditions Gallimard, 1959
- Miracle en Alabama, de William Gibson, adapté par Marguerite Duras et Gérard Jarlot, L'Avant-Scène théâtre, 1963
- Théâtre I, Gallimard, 1965 :
  - Les Eaux et Forêts
  - Le Square
  - La Musica
- L'Amante anglaise, Gallimard, 1968
- Théâtre II, Gallimard, 1968 :
  - Suzanna Andler
  - Des journées entières dans les arbres
  - Yes, peut-être
  - Le Shaga
  - Un homme est venu me voir
- India Song, Gallimard, 1973[81]
- L'Éden Cinéma, Mercure de France, 1977
- Agatha, Les Éditions de Minuit, 1981
- Savannah Bay, Les Éditions de Minuit, 1982 - 2e édition augmentée, Les Éditions de Minuit, 1983
- Théâtre III, Gallimard, 1984 :
  - La Bête dans la jungle, d'après Henry James, adapté par James Lord et Marguerite Duras
  - Les Papiers d'Aspern, d'après Henry James, adapté par Marguerite Duras et Robert Antelme
  - La Danse de mort, d'après August Strindberg, adapté par Marguerite Duras
- La Musica deuxième, Gallimard, 1985
- Le Théâtre de l’amante anglaise, Gallimard, 1991
- Théâtre IV, Gallimard, 1999 :
  - Vera Baxter
  - L'Éden Cinéma
  - Le Théâtre de l’amante anglaise
  - Home
  - La Mouette

### Entretiens
- Les Parleuses, Marguerite Duras et Xavière Gauthier, Les Éditions de Minuit, 1974
- Les Lieux de Marguerite Duras, Marguerite Duras et Michelle Porte, Les Éditions de Minuit, 1977[82]
- Un entretien complètement foot, Marguerite Duras et Michel Platini, journal Libération, 1987
- Dits à la télévision, Marguerite Duras et Pierre Dumayet, EPEL, coll. « Atelier », 1999
- La Couleur des mots, Marguerite Duras et Dominique Noguez, éditions Benoît Jacob, 2001
  - Réalisés en 1983 et accompagnés de 8 films, ces entretiens existent en cassettes et, en partie, en DVD.
- Le Bureau de poste de la rue Dupin et autres entretiens, Marguerite Duras et François Mitterrand, Éditions Gallimard, 2006[83]
- On ne peut pas avoir écrit Lol V. Stein et désirer être encore à l'écrire, Marguerite Duras et Jean Pierre Ceton, Bourin éditeur, 2012
- La Passion suspendue, Marguerite Duras et Leopoldina Pallotta della Torre, Le Seuil, 2013
- Le Livre dit. Entretiens de Duras Filme, édition établie par Joëlle Pagès-Pindon, Éditions Gallimard, coll. « Les Cahiers de la NRF », 2014
- Dialogues avec Jean-Luc Godard, présenté par Cyril Béghin, Post-éditions, 2014
- Le Dernier des métiers : entretiens, 1962-1991, textes réunis, transcrits et postfacés par Sophie Bogaert, Le Seuil, 2016  (ISBN 9782021281378)
- Entretien de Michelle Porte avec Marguerite Duras autour d’India Song bis (1976), in Marguerite Duras et Michelle Porte, Lettres retrouvées (1969-1989). Préfacées et annotées par Joëlle Pagès-Pindon, Gallimard, NRF « Hors série littérature », 2022.
- Entretiens intégraux de Michelle Porte avec Marguerite Duras pour son film Savannah Bay, c’est toi (1984) in Marguerite Duras et Michelle Porte, Lettres retrouvées (1969-1989). Préfacées et annotées par Joëlle Pagès-Pindon, Gallimard, NRF « Hors série littérature », 2022

### Œuvres réunies
- Romans, cinéma, théâtre. Un parcours 1943-1993, Gallimard, coll. « Quarto », 1997
- Œuvres complètes, 4 tomes, Gallimard, coll. « Bibliothèque de la Pléiade », 2011-2014

### Scénarios publiés
- Hiroshima mon amour, Gallimard, 1960
- Une aussi longue absence, en collaboration avec Gérard Jarlot, Gallimard, 1961
- Nathalie Granger, suivi de La Femme du Gange. Gallimard, 1973[84]
- Le Camion, suivi d’entretiens avec Michelle Porte, Les Éditions de Minuit, 1977
- Le Navire Night, suivi de Césarée, Les Mains négatives, Aurélia Steiner, Mercure de France, 1979

## Filmographie

### Adaptations par elle-même de ses propres œuvres écrites
- 1967 : La Musica, coréalisé avec Paul Seban, d'après sa pièce de théâtre homonyme de 1965
- 1969 : Détruire, dit-elle, adapté du roman homonyme publié la même année aux Éditions de minuit
- 1972 : Jaune le soleil, adapté de son roman Abahn Sabana David publié en 1970
- 1975 : India Song, adapté de sa pièce de théâtre éponyme publiée en 1973, pièce elle-même inspirée de son roman Le Vice-Consul publié en 1966 - prix de l'Association française des cinémas d'art et d'essai, à Cannes, en 1975
  - Joué sur France Culture en automne 1974
- 1977 : Des journées entières dans les arbres adapté de sa nouvelle éponyme publiée en 1954, nouvelle elle-même adaptée en pièce de théâtre en 1965 et publiée l'année suivante - prix Jean-Cocteau en 1976
- 1981 : Agatha et les Lectures illimitées, adapté de sa pièce de théâtre Agatha publiée la même année aux Éditions de Minuit
- 1985 : Les Enfants, adapté de son conte pour enfants Ah ! Ernesto publié en 1971

### Réalisations originales
- 1972 : Nathalie Granger
- 1974 : La Femme du Gange
- 1976 : Son nom de Venise dans Calcutta désert
- 1977 : Le Camion[85]
- 1977 : Baxter, Vera BaxterLe scénario du film a été publié, quelque peu remanié, sous le titre de Vera Baxter ou les Plages de l'Atlantique (Albatros, 1980).
- 1978 : Le Navire Night
- 1979 : Césarée, court métrage (avec la voix de Duras)
- 1979 : Les Mains négatives, court métrage (avec la voix de Duras)
- 1979 : Aurelia Steiner (Melbourne)
- 1979 : Aurélia Steiner (Vancouver)
- 1981 : L'Homme atlantique
- 1982 : Dialogue de Rome[86], court métrage

### Scénarios et dialogues
- 1959 : Hiroshima mon amour, d'Alain Resnais (scénario et dialogues)[87]
- 1960 : Moderato cantabile, de Peter Brook (scénario)
- 1960 : Une aussi longue absence, de Henri Colpi (scénario et dialogues)[88]
- 1963 : L'Itinéraire marin, de Jean Rollin (dialogues)
- 1964 : Nuit noire, Calcutta, de Marin Karmitz (scénario)
- 1966 : La Voleuse, de Jean Chapot (dialogues)
- 1966 : Mademoiselle, de Tony Richardson (scénario, avec Jean Genet)
- 1966 : Les Rideaux blancs de Georges Franju, épisode français du film à sketches Un moment de paix (scénario et dialogues)
- 1973 : Ce que savait Morgan, de Luc Béraud (adaptation de la nouvelle de Henry James, The Pupil), épisode de la série télévisuelle Nouvelles d'Henry James
- 1979 : Sauve qui peut (la vie), de Jean-Luc Godard (voix de Duras, non créditée au générique)
- 1988 : La Bête dans la jungle, de Benoît Jacquot (adaptation de la nouvelle de Henry James)

### Télévision
- 1964 : Sans merveille de Michel Mitrani, scénario de Marguerite Duras et Gérard Jarlot
- 1965-1968 : huit interviews (directrice de prison, gardiens de zoo, strip-teaseuse, etc) pour le magazine Dim, Dam, Dom

### Adaptations de son œuvre par d'autres réalisateurs
- Barrage contre le Pacifique (This Angry Age), film italo-américain réalisé par René Clément et sorti en 1958, première adaptation du roman éponyme de Marguerite Duras, publié en 1950
- Moderato cantabile, film franco-italien de Peter Brook sorti en 1960, adaptation du roman éponyme de Marguerite Duras publié en 1958
- Dix heures et demie du soir en été (10:30 P.M. Summer), film hispano-américain réalisé par Jules Dassin, sorti en 1966, première adaptation du roman éponyme de Marguerite Duras, paru en 1960
- Le Marin de Gibraltar (The Sailor from Gibraltar), film britannique réalisé par Tony Richardson sorti en 1967, adaptation du roman éponyme de Marguerite Duras, publié en 1952
- L'Amant, film franco-britannico-vietnamien réalisé par Jean-Jacques Annaud, sorti en 1992, adaptation du roman éponyme de Marguerite Duras, publié en 1984
- H Story, film japonais réalisé par Nobuhiro Suwa, sorti en 2001, qui est à la fois un remake, une mise en abyme et un commentaire du film Hiroshima mon amour scénarisé par Marguerite Duras, et réalisé par Alain Resnais en 1959
- L'Après-midi de monsieur Andesmas, film français réalisé par Michelle Porte, sorti en 2004, adaptation du roman du même titre, publié en 1961
- Un barrage contre le Pacifique, franco-belge réalisé par Rithy Panh sorti en 2008, deuxième adaptation du roman éponyme de Marguerite Duras, publié en 1950
- Orage, film français réalisé par Fabrice Camoin, sorti en 2015, deuxième adaptation du roman Dix heures et demie du soir en été de Marguerite Duras, paru en 1960
- La Douleur, film français réalisé par Emmanuel Finkiel, sorti en 2017, adaptation du roman La Douleur, reprend les 2 premiers chapitres de La Douleur paru en 1985[89]
- Azuro, film français réalisé par Matthieu Rozé, sorti en 2022, adaptation du roman Les Petits Chevaux de Tarquinia, paru en 1953[90]

### Biographies
- Laure Adler, Marguerite Duras, Paris, Gallimard, 1998. - Prix Femina de l'essai.
- Denise Bourdet, Marguerite Duras, dans Brèves rencontres, Paris, Grasset, 1963.
- Romane Fostier, Marguerite Duras, Paris, Gallimard, coll. Folio Biographies, 2018.
- Marie-Christine Jeanniot, Marguerite Duras à 20 ans : l'amante, Au Diable Vauvert, 2010.
- Frédérique Lebelley, Duras ou le Poids d'une plume, biographie romancée, Paris, Grasset, 1994.
- Jean Vallier, C’était Marguerite Duras
  - Tome I : 1914-1945, Paris, Fayard, 2006.
  - Tome II : 1946-1996, Paris, Fayard, 2010.
- Alain Vircondelet :
  - Duras, Paris, François Bourin, 1991.
  - Marguerite à Duras, Paris, Éditions 1, 2001.
  - Sur les pas de Marguerite Duras, Paris, Presses de la Renaissance, 2006.
  - Marguerite Duras. Une autre enfance, Le Bord de l'eau, 2009.
  - Marguerite Duras. La traversée d'un siècle, Paris, Plon, 2013.

### Essais
- Bernard Alazet, Le Navire Night de Marguerite Duras. Écrire l'effacement, Presses universitaires de Lille, 1992.
- Bernard Alazet, Christiane Blot-Labarrère et Robert Harvey (dir.), Marguerite Duras. La tentation du poétique, Presses Sorbonne Nouvelle, 2002.
- Olivier Ammour-Mayeur, Les Imaginaires métisses - Passages d'Extrême-Orient et d'Occident chez Henry Bauchau et Marguerite Duras, L'Harmattan, 2004.
- Aliette Armel, Marguerite Duras et l'autobiographique, Le Castor Astral, 1990.
- Aliette Armel, Marguerite Duras. Les Trois Lieux de l'écrit, Christian Pirot, 1998.
- Pierre Assouline, « Duras, l'Indochinoise », L'Histoire, no 203, octobre 1996, p. 46-47
- Danielle Bajomée, Duras ou la douleur, De Boeck Université, 1989.
- Françoise Barbé-Petit, Marguerite Duras au risque de la philosophie, Kimé, 2010.
- Llewellyn Brown, Marguerite Duras, écrire et détruire : un paradoxe de la création, Lettres modernes – Minard, coll. « Archives des Lettres modernes », 2018.
- Claude Burgelin et Pierre Gaulmyn, Lire Duras. Écriture - Théâtre - Cinéma, Presses universitaires de Lyon, 2000.
- Christiane Blot-Labarrère, Marguerite Duras, éditions du Seuil, 1992.
- Madeleine Borgomano, L'Écriture filmique de Marguerite Duras, éd. Albatros, 1985.
- Madeleine Borgomano, Marguerite Duras. De la forme au sens, Éditions L'Harmattan, 2010.
- Catherine Bouthors-Paillart, Duras la métisse. Métissage fantasmatique et linguistique dans l'œuvre de Marguerite Duras, Droz, 2002.
- Burgelin Claude et Pierre Gaulmyn (dir.), Lire Duras. Écriture - Théâtre - Cinéma, Presses universitaires de Lyon, 2000.
- Mireille Calle-Gruber, Marguerite Duras, la Noblesse de la banalité , De l'incidence éditeur, 2014  (ISBN 978-2-918193-28-9).
- Pascale Cassagnau, Intempestif, indépendant, fragile. Marguerite Duras et le cinéma d'art contemporain, Les Presses du réel, 2012.
- Florence de Chalonge, Espace et récit de fiction : le « Cycle indien » de Marguerite Duras, Presses universitaires du Septentrion, 2005.
- Florence de Chalonge (dir.), Le Ravissement de Lol V. Stein, Le Vice-consul, India Song de Marguerite Duras, Roman 20-50, hors-série no 2, 2005.
- Florence de Chalonge (dir.), L'Été 80, Emily L., Yann Andréa Steiner de Marguerite Duras, Roman 20-50, no 40, 2005.
- Florence de Chalonge (dir.), Le Personnage : miroitements du sujet, La Revue des Lettres modernes, série Marguerite Duras, no 4, 2011.
- Florence de Chalonge, Yann Mével, Akiko Uedo (dir.), Orient(s) de Marguerite Duras, Rodopi, 2014.
- Collectif (Jacques Lacan, Maurice Blanchot…), Marguerite Duras, éd. Albatros, 1988.
- Collectif, Poétiques de l'absence chez Marguerite Duras, Presses de l'Université du Québec, 2013.
- Collectif, Marguerite Duras, éd. Le Magazine littéraire, coll. « Nouveaux regards », 2013.
- Anne Cousseau, Poétique de l'enfance chez Marguerite Duras, Droz, 1999.
- Anne Cousseau et Dominique Denès (dir.), Mettre en scène Marguerite Duras, Presses universitaires de Nancy, 2011.
- Simona Crippa, Marguerite Duras, Presses Universitaires de Vincennes "Libre cours", 2020.
- Simona Crippa, Marguerite Duras. La tentation du théorique, Classiques Garnier "Bibliothèque des lettres modernes Minard", 2021.
- Maurice Darmon : Le cinéma de Marguerite Duras, 5 tomes, 202 éditions, 2015-2017.
- Michel David, Marguerite Duras : une écriture de la jouissance. Psychanalyse de l'écriture, Éditions Desclée de Brouwer, 1996.
- Alice Delmotte-Hatler, Duras d'une écriture de la violence au travail de l'obscène, Éditions L'Harmattan, 2010.
- Andrée Ferretti, « Incandescente Marguerite Duras », Nuit blanche, magazine littéraire, no 131, été 2013, p. 12-13 (Article)
- Sylvie Gagné, « Il était une voix… », Études françaises, volume 22, numéro 3, hiver 1986, p. 45–60 ([lire en ligne]).
- Christian Jouvenot, La Folie de Marguerite : Marguerite Duras et sa mère, Éditions L'Harmattan, 2008.
- Christian Jouvenot, Aimer Duras. Marguerite aux semelles d'eau et de vent, Éditions L'Harmattan, 2013.
- Myriem El Maïzi, Marguerite Duras ou l'écriture du devenir, éd. Peter Lang, 2009.
- Jacques Lacan, « Hommage fait à Marguerite Duras, du Ravissement de Lol V. Stein », Les Cahiers Renaud-Barrault, no 52, 1965.
- Suzanne Lamy et André Roy, Marguerite Duras à Montréal, éditions Spirale, 1981.
- Najet Limam-Tnani (dir.), Marguerite Duras : altérité et étrangeté ou la douleur de l'écriture et de la lecture, Presses universitaires de Rennes, 2013.
- Sylvie Loignon, Le Regard dans l'œuvre de Marguerite Duras : circulez y'a rien à voir, Éditions L'Harmattan, 2001.
- Sylvie Loignon, Marguerite Duras, L'Harmattan, 2003.
- Sylvie Loignon (dir.), Les Archives de Marguerite Duras, éd. Ellug, 2012.
- Marcelle Marini, Territoires du féminin. Avec Marguerite Duras, éditions de Minuit, 1977.
- Christophe Meurée et Pierre Piret (dir.), De mémoire et d'oubli : Marguerite Duras, Bruxelles-Berne, PIE-Peter Lang, 2010.
- Marie-Andrée Morache, « Une défaillance du miroir à la rescousse du sujet durassien », Études françaises, vol. 47, no 3,‎ 2011, p. 145-163 (lire en ligne)
- Dominique Noguez, Duras, toujours, éd. Actes Sud, 2009.
- Mary Noonan et Joëlle Pagès-Pindon (dir.), Marguerite Duras. Un théâtre de voix/A Theatre of Voices, Leyde, Brill/Rodopi, 2018.
- Romuald Ntchuisseu Ngock, Marguerite Duras. De l'écriture de la révolte à la révolte de l'écriture, éditions universitaires européennes, 2010.
- Joëlle Pagès-Pindon, Marguerite Duras. L'écriture illimitée, éditions Ellipses, 2012.
- Joëlle Pagès-Pindon, Marguerite Duras. La voix du ravissement, Bruxelles, L’Arbre à paroles, 2015.
- Stéphane Patrice, Marguerite Duras et l'Histoire, PUF, 2003.
- Stéphane Patrice et Alexandra Saemmer, Les Lectures de Marguerite Duras, Presses universitaires de Lyon, 2005.
- Jean Pierrot, Marguerite Duras, éd. José Corti, 1987.
- Caroline Proulx et Sylvano Santini, Le Cinéma de Marguerite Duras : l'autre scène du littéraire ?, Bruxelles-Berne, PIE-Peter Lang, 2015.
- Catherine Rodgers et Raynalle Udris (dir.), Marguerite Duras. Lectures plurielles, Rodopi, 1998.
- Janine Ricouart, Écriture féminine et violence : une étude de Marguerite Duras, Summa publications, 1991.
- Michelle Royer, L’Écran de la passion Une étude du cinéma de Marguerite Duras. Brisbane: Boombana Publications. 1997.
- Michelle Royer, « Le Spectateur face au bruissement sonore des films de Marguerite Duras et à ses images », In Jean Cléder (dir.), Marguerite Duras le Cinéma, (p. 43-54). Paris: Garnier Classiques, 2014.
- Alexandra Saemmer, Duras et Musil, Rodopi, 2002.
- Maïté Snauwaert, Duras et le cinéma, collection Le cinéma des poètes, Nouvelles éditions Place, 2018.
- Sandrine Vaudrey-Luigi, La Langue romanesque de Marguerite Duras, Classiques Garnier, 2013.
- Philippe Vilain, Dans le séjour des corps. Essai sur Marguerite Duras, éditions La Transparence, 2010.
- Philippe Vilain, Dit-il. D'après « L'Été 80 » de Marguerite Duras, éditions Cécile Defaut, 2011.

### Témoignages
- Yann Andréa, M.D., Les Éditions de Minuit, 1983.
- Yann Andréa, Cet amour-là, Pauvert, 1999[91].
- Jean Pierre Ceton, La Fiction d'Emmedée, Éditions du Rocher, 1997.
- Collectif, Duras, Cahiers de L'Herne, no 86, 2005.
- Patrick Grainville, Le Héron blanc, La Nouvelle Revue française, no 542, 1998.
- Michèle Manceaux, L’Amie, Albin Michel, 1997.
- Dominique Noguez, Duras, Marguerite, Flammarion, 2001.
- Bernard Pivot, « Duras », Le Métier de lire, Gallimard, coll. « Le débat », 1990.
- Bernard Sarrut, Marguerite Duras à contre-jour, Éditions Complicités, 2005[92].
- Jean-Marc Turine, 5, rue Saint-Benoît, 3e étage gauche, Marguerite Duras, Métropolis, 2006.
- Danielle Laurin, Duras l'impossible, Éditions Varia, Montréal, 2006.
- Philippe Vilain, Dit-il : d'après L'Ete 80 de Marguerite Duras, éd. Cécile Defaut, 2011.
- Alain Vircondelet, Rencontrer Marguerite Duras, éd. Mille et une nuits, 2014.
- Patrick Grainville, Marguerite Duras, livre numérique, collection Duetto, Nouvelles Lectures, 2015.
- Yann Andréa, Je voudrais parler de Duras, entretien avec Michèle Manceaux, Pauvert, 2016.

### Numéros spéciaux de revues
- Le Magazine littéraire, no 158 (mars 1980), no 278 (juin 1990), no 513 (novembre 2011).
- L'Arc, no 98 « Marguerite Duras », 1990.
- Lire, no 193 « La vraie vie de Marguerite Duras », octobre 1991.
- Le Magazine littéraire, no 452 « Marguerite Duras : visage d'un mythe », juin 2006.
- Europe, janvier/février 2006.
- Le Monde, hors-série Une vie, un écrivain « Marguerite Duras, la voix et la passion », août/octobre 2012.

### Photographies
- Hélène Bamberger, Marguerite Duras de Trouville, Les Éditions de Minuit, 2004.

coffret de 30 photographies prises entre 1980 et 1994.
- Flore, Lointains souvenirs, Contrejour Editions, 2016.

Livre de photographies de Flore autour de l'enfance indochinoise de M.D accompagnées de textes de Marguerite Duras et d'une préface de Laure Adler.
- Jean Vallier, Marguerite Duras. La vie comme un roman, coll. Passion, Textuel, 2006.
- Sophie Bogaert (Dr), Duras, l’œuvre matérielle, IMEC éditeur, 2006[93].
- Christiane Blot-Labarrère, Album Marguerite Duras, Éditions Gallimard, coll. « Album de la Pléiade », 2014.

### Documentaires
- 1976 : Les Lieux de Marguerite Duras de Michelle Porte, avec Marguerite Duras, diffusé les 3 et 17 mai sur TF1, production Ina.
- 1981 : Duras filme de Jérôme Beaujour et Jean Mascolo, making-of du film Agatha et les Lectures illimitées.
- 1984 : Savannah Bay, c'est toi de Michelle Porte, tourné en 1983, production Ina.
- 1987 : Duras - Godard. Deux ou trois choses qu'ils se sont dites de Jean-Daniel Verhaeghe, émission Océaniques, 28 décembre 1987, FR3.
- 1988 : Marguerite Duras de Luce Perrot, diffusé du 26 juin au 17 juillet sur TF1.
- 2012 : Les Lieux de l'imaginaire de Michelle Porte, diffusé le 1er septembre sur France 5 dans le cadre de la série « Une maison, un écrivain ».
- 2002 : Marguerite telle qu'en elle-même de Dominique Auvray diffusé sur Arte en 2003
- 2010 : L'Homme atlantique de Marguerite Duras par Gérard Courant de Gérard Courant
- 2014 : Duras et le cinéma de Dominique Auvray diffusé sur Ciné Classic en novembre 2014
- 2015 : L'Homme atlantique de Marguerite Duras à Pantin de Gérard Courant
- 2020 : Pornotropic, Marguerite Duras ou l'illusion coloniale de Nathalie Masduraud et Valérie Urréa, 2020
- 2020 : Marguerite, l'écriture et la vie, Lise Baron

### Biopic
- 2001 : Cet amour-là de Josée Dayan, sur les dernières années de l'écrivain, en compagnie de Yann Andréa.

### Enregistrements
CD
- Marguerite Duras. Le Ravissement de la parole

Archives enregistrées entre 1954 et 1991.
4 CD, collection Les Grandes Heures, INA/Radio-France, Harmonia Mundi, 2003.
- Un vague extrêmement précis

Composition musicale de Carlos d'Alessio sur des textes de Duras.
Récitants : Delphine Seyrig et Sami Frey.
2 CD, INA mémoire vive, 1997.
- India song et autres musiques de films

Compositions de Carlos d'Alessio.
1 CD, Le Chant du Monde, 1991 (réédition augmentée en 2009).
- Marguerite Duras et la parole des autres…

Entretiens radiophoniques par Jean-Marc Turine, avec la participation de Jean-Louis Trintignant.
2 CD, Archives de l’INA 2001.
- Le Cinéma de L’Amant

Texte lu par Duras.
2 CD, Benoît Jacob éditions, 2001.
Grand prix Académie Charles-Cros.
- La Jeune fille et l’enfant

Extrait de L’Été 80, adapté par Yann Andréa, lu par Duras.
1 CD, éditions des femmes, coll. « Bibliothèque des voix », 2004.
- L'Après-midi de Monsieur Andesmas

Pièce radiophonique adaptée par Duras.
Enregistrée pour France Culture, avec Marguerite Duras, Charles Vanel, Rosine Favey et Maria Casarès.
1 CD, Benoît Jacob éditions, 2004.
- Marguerite Duras - François Mitterrand, Le Bureau de poste de la rue Dupin.

Deux entretiens enregistrés de juillet 1985 à avril 1986, autour de faits marquants de la vie politique : la deuxième guerre mondiale, l'Afrique, les États-Unis, etc.
2 CD, Gallimard, Collection à voix haute /France Culture, 2007.
- Entretiens inédits – Marguerite Duras, François Mitterrand.

Trois entretiens enregistrés au début de 1987, autour de faits marquants de la vie politique : la cohabitation, le terrorisme, la peine de mort, l’indépendance de la Nouvelle-Calédonie, les fondements du racisme…
3 CD, Frémaux et associés /France Culture, 2007.
- Le Vice-Consul

Texte lu par Michaël Lonsdale.
4 CD, Gallimard Ecoutez lire, 2007.
DVD
- Les Grands Entretiens de Bernard Pivot : Marguerite Duras

Diffusé sur Antenne 2, le 28 septembre 1984 pour le magazine Apostrophes.
Gallimard/INA, 2003.
- Césarée de Marguerite Duras édité par Lowave
- Détruire, dit-elle. écrit et réalisé par Marguerite Duras (1969)

suivi de Marguerite Duras : À Propos de Détruire dit-elle., réalisé par Jean-Claude Bergeret.
Benoît Jacob Vidéo 2008.
- Nathalie Granger écrit et réalisé par Marguerite Duras (1972)

suivi de À propos de Nathalie Granger, entretien croisé avec Geneviève Dufour, Benoît Jacob et Luc Moullet, et L'écriture filmique de Marguerite Duras, entretien avec Madeleine Borgomano.
Blaq Out, 2007.
- India Song écrit et réalisé par Marguerite Duras (1974)

suivi de La Couleur des Mots, entretiens avec Dominique Noguez, réalisation Jérôme Beaujour et Jean Mascolo.
Benoît Jacob Vidéo 2005.
- Césarée, Les Mains négatives, Aurélia Steiner (Melbourne), Aurélia Steiner (Vancouver) écrits et réalisés par Marguerite Duras (1979)

suivis de La Caverne Noire, entretiens avec Dominique Noguez, réalisation Jérôme Beaujour et Jean Mascolo.
Benoît Jacob Vidéo 2007.
- Agatha et les lectures illimitées , film écrit et réalisé par Marguerite Duras (1981) suivi de Duras filme(1981), produit et réalisé par Jean Mascolo et Jérôme Beaujour Benoît Jacob Vidéo 2009.
- Agatha, pièce écrite par Marguerite Duras (1981) mise en scène par Jacques Malaterre, avec Anne Richard et Jean-Marc Richard

suivie de Ma sœur, mon amour, le film making of de la pièce.
Copat 2006.
- Les Enfants écrit et réalisé par Marguerite Duras (1984) en collaboration avec Jean Mascolo et Jean Marc Turine.

Benoît Jacob Vidéo 2007.
- Les Lieux de Marguerite Duras, réalisé par Michelle Porte, Gallimard, coll. « Les grands entretiens », 2009.

Film
- Écrire, réalisé par Benoît Jacquot, 1996.